# Alena distincta
Alena distincta là một loài côn trùng trong họ Raphidiidae thuộc bộ Raphidioptera. Loài này được Banks miêu tả năm 1911.